# Abralia marisarabica
Abralia marisarabica är en bläckfiskart som beskrevs av Takashi A. Okutani 1983. Abralia marisarabica ingår i släktet Abralia och familjen Enoploteuthidae. Inga underarter finns listade i Catalogue of Life.